# Neue Straße 11 (Magdeburg)

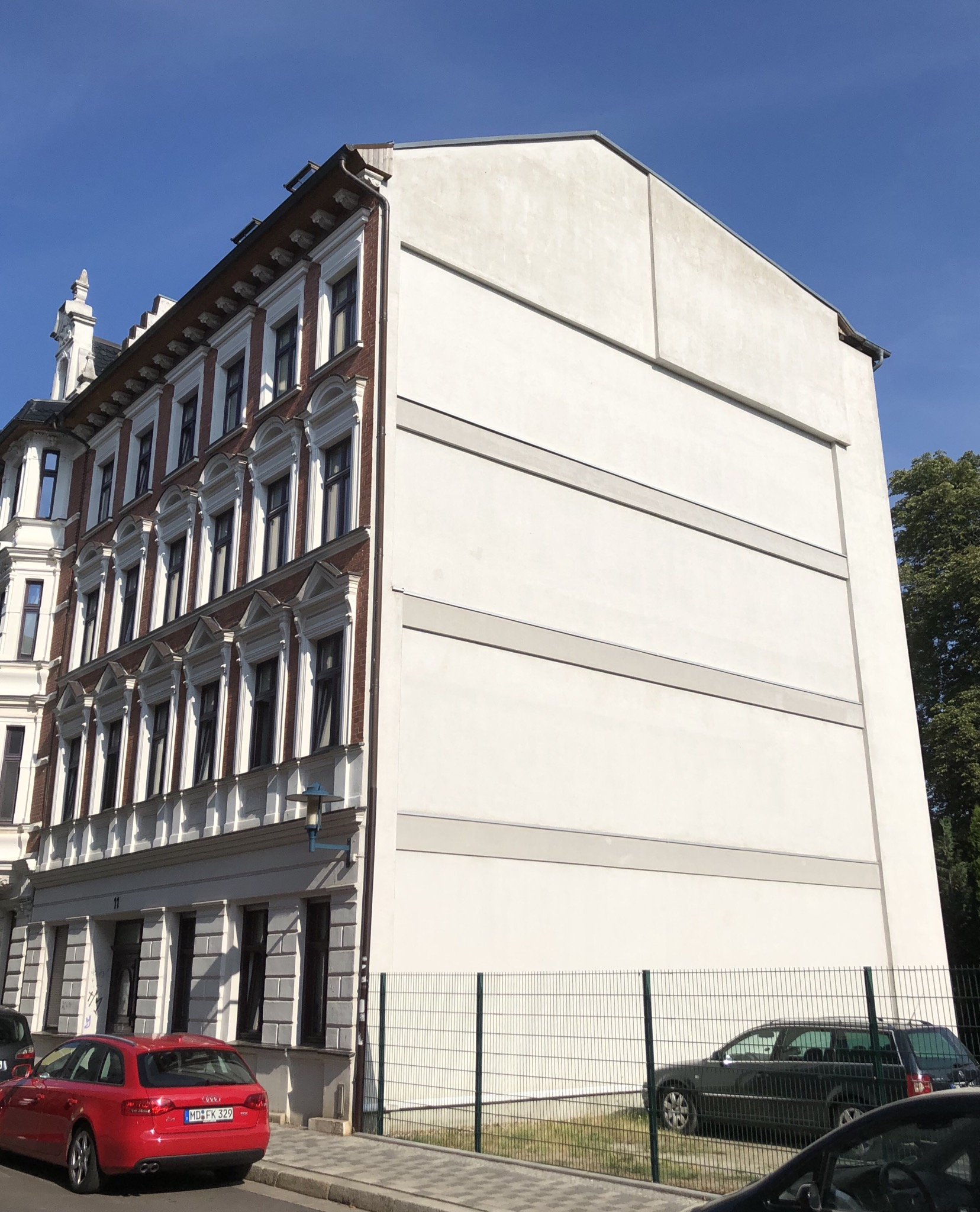
Wohnhaus Neue Straße 11

Das Gebäude Neue Straße 11 ist ein denkmalgeschütztes Wohnhaus in Magdeburg in Sachsen-Anhalt.

## Lage
Es befindet sich auf der Südseite der Neuen Straße im Magdeburger Stadtteil Buckau. Östlich grenzt das denkmalgeschützte Haus Neue Straße 12 an.

## Architektur und Geschichte
Der viergeschossige Ziegelbau wurde 1888 vom Bauunternehmer W. Zapff errichtet. Die sechsachsige Fassade ist repräsentativ im Stil der Neorenaissance gestaltet. Die Fensteröffnungen sind im ersten Obergeschoss von Dreiecksgiebeln, im zweiten Obergeschoss von Segmentbögen überspannt.
Im örtlichen Denkmalverzeichnis ist das Wohnhaus unter der Erfassungsnummer 094 82617 als Baudenkmal verzeichnet.
Das Gebäude ist als Teil der erhaltenen gründerzeitlichen Straßenzeile prägend für das Straßenbild.